# Sebastes ensifer
Sebastes ensifer är en fiskart som beskrevs av Chen, 1971. Sebastes ensifer ingår i släktet Sebastes och familjen kungsfiskar. Inga underarter finns listade i Catalogue of Life.